# Мало Требелево
Мало Требелево (на словенски: Malo Trebeljevo) е село в Словения, регион Средна Словения, община Любляна. Според Националната статистическа служба на Република Словения през 2015 г. селото има 184 жители.